# Philadelphia Arrows
Die Philadelphia Arrows waren eine US-amerikanische Eishockeymannschaft aus Philadelphia, Pennsylvania. Die Mannschaft spielte von 1927 bis 1935 in der Canadian-American Hockey League.  

## Geschichte
Das Franchise wurde 1927 als Mitglied der Canadian-American Hockey League gegründet. In dieser erzielten sie während ihres achtjährigen Bestehens eher durchwachsene Resultate. Einzig in der Saison 1932/33 kamen die Arrows über die erste Playoffrunde hinaus. Nachdem sie in der regulären Saison den ersten Platz belegt hatten, erhielten sie für das Playoff-Halbfinale ein Freilos und unterlagen im Finale den Boston Cubs in einer Best-of-Five-Serie mit 2:3 Siegen. 